# پیتر برگر (قایقران روئینگ)
پیتر برگر (انگلیسی: Peter Berger؛ زادهٔ ۱۶ اکتبر ۱۹۴۹) قایقران روئینگ اهل آلمان غربی بود.
وی در مسابقات کشوری و بین‌المللی در مجموع برندهٔ ۴ مدال طلا شده‌است.